# Invicta (Schiff, 1905)
Die Invicta war ein 1905 in Dienst gestelltes Fährschiff der britischen Eisenbahngesellschaft South Eastern and Chatham Railway, das bis 1933 im Dienst war.

## Das Schiff
Das 1.680 Bruttoregistertonnen große Dampfschiff Invicta wurde auf der Schiffswerft William Denny and Brothers  im schottischen Dumbarton gebaut und lief dort am 19. April 1905 vom Stapel. Im Juni 1905 wurde das Schiff fertiggestellt. Die 94,9 Meter lange und 12,2 Meter breite Invicta wurde mit drei Parsons-Turbinen angetrieben, die auf drei Propeller liefen und eine Höchstgeschwindigkeit von 22 Knoten ermöglichten.
Der Dampfer diente jahrelang als Fährschiff von Dover (England) nach Calais (Frankreich). 1923 wurde die Invicta an SA de Gerance et d’Armement nach Frankreich verkauft und im April 1933 wurde sie schließlich in Dünkirchen abgewrackt.